# Zonosaurus maximus
Zonosaurus maximus es una especie de lagarto del género Zonosaurus, familia Gerrhosauridae. Fue descrita científicamente por Boulenger en 1896.
Habita en Madagascar.